# Conilites
Conilites es un género de foraminífero bentónico de la subfamilia Forschiinae, de la familia Tournayellidae, de la superfamilia Tournayelloidea, del suborden Fusulinina y del orden Fusulinida. Su especie tipo es Ammobaculites? dinantii. Su rango cronoestratigráfico abarca desde el Tournaisiense superior hasta el Viseense inferior (Carbonífero inferior).

## Discusión
Algunas clasificaciones más recientes incluyen Conilites en el suborden Tournayellina, del orden Tournayellida, de la subclase Fusulinana y de la clase Fusulinata.

## Clasificación
Conilites incluye a las siguientes especies:
- Conilites cingulatus
- Conilites dinantii
- Conilites stromboideus
- Conilites subsimilis
- Conilites ventricosus
- Conilites vicinus